# Laima
Laima (lett. Laima, Laimas māte, lit. Laimė) ist in der baltischen Mythologie die Personifizierung des Schicksals und von Glück und Unglück. Sie wird in den Dainas häufig erwähnt, nahm aber oft unter dem Einfluss des Christentums Züge der St. Maria an.

## Wesen
Laima erscheint als Glücksgöttin ab dem 17. Jahrhundert häufig in Urkunden. Der Pastor Paul Einhorn beschrieb sie erstmals ausführlich:

„Insonderheit aber ist von dem weiblichen Gechlecht fürnemblich aber vo den Schwangeren und Kindbetterinnen geehret und angeruffen Laima, das ist, die Fortuna oder Göttin des Glückes, denn dieselbe in Kindes-Nöthen den Gebährenden geholffen …“

Laima bestimmt das Schicksal des Menschen von Geburt an und wirkt zudem besonders auch bei Heirat und Tod. Sie setzt bei der Geburt den Lebenslauf, sucht den passenden Ehepartner und bespricht mit dem Himmelsgott Dievs, wer sterben soll, ist aber stets anderer Ansicht als Dievs. Als Bestimmerin über die Todesstunde kann sie auch als „Schlächterin der Menschen“ bezeichnet werden. Bei großem Unglück wird Laima beschuldigt, ja verflucht:

„Ich sah meine Laima bis zur Hälfte im Wasser. Wenn sie doch ganz ertrunken wäre, wegen meiner Tränen!“

Doch der Laima kann niemand entrinnen und manchmal weint Laima selbst über das harte Schicksal der Menschen. An Laima gerichtete Gebete bitten diese um Hilfe in schweren Zeiten, um Beistand bei Ungerechtigkeiten und um Schutz vor Unglücksfällen. Das Unglück wird manchmal als Nelaime bezeichnet:

„Laima sitzt auf dem Berge, Nelaime im Tal. Wirf, Laima, der Nelaime einen Stein in den Rücken!“

Zudem wacht Laima insbesondere auch auf die Ehre und Moral der jungen Frauen, denen sie den geeigneten Freier zuteilt. Laima fördert auch die Fruchtbarkeit der Frauen und Kühe, aber auch von Feldern.

## Laima, Kārta und Dēkla
In der baltischen Folklore werden der Laima manchmal zwei Schwestern zugeschrieben: Kārta und Dēkla. Darin sah die frühere Forschung fälschlich die baltische Variante der indoeuropäischen drei Schicksalsfrauen, vergleichbar den nordischen Nornen, den römischen Parzen oder den griechischen Moiren. Doch steckt hinter Dēkla die christliche Heilige St. Thekla. Nach Haralds Biezais ist Kārta eine relativ junge Hypostase der Laima, in der Funktion als diejenige, die das Leben „verhängt“.
Bei den neuheidnischen Dievturi werden diese drei Göttinnen als die drei Laimas verehrt, um anzuzeigen, dass es sich um dieselbe Göttin in drei verschiedenen Ausprägungen handle.